# Яськевич, Станислав
Стани́слав Яське́вич (пол. Stanisław Jaśkiewicz; 12 января 1907, Либава, Российская империя (ныне Лиепая, Латвия) — 21 декабря 1980, Варшава) — польский актёр театра, кино и телевидения. Муж актрисы Барбары Драпинской.

## Биография
Станислав Яськевич родился в городе Либава Курляндской губернии Российской империи в семье Антония Яськевича и Евы Вольской. Актёрское образование получил на отделении драмы Варшавской консерватории, которую окончил в 1929 году. Дебютировал в театре 21 ноября того же года в Вильно, на сцене Виленского городского театра.
Актёр Виленского городского театра (1929—1931 гг.), театра «Элизеум» в Варшаве (1931 г.), Большого городского театра во Львове (1932—1938 гг.), Театра на Погулянке в Вильно (1938—1941 гг.), Камерного театра Дома офицеров в Лодзи (1946—1947 гг.), Общедоступного театра (1947—1949 гг.), Современного театра (1949—1957 гг.) и Польского театра (1957—1975 гг.) (все три — в Варшаве).
В кино дебютировал в 1937 году в фильме «Пламенные сердца» в роли Войтека Цетшевы. Снимался до последнего года жизни.
Умер в Варшаве, похоронен на кладбище варшавского оседле (микрорайона) Анин на правом берегу Вислы.

## Театральные работы
- 1929 — «Сон в летнюю ночь» — Фисба
- 1929 — «Мирла Эфрос» — Даниэль
- 1932 — «Похищение сабинянок» — Эмиль Стернек
- 1933 — «Цезарь и Клеопатра» — Британ
- 1933 — «Свадьба» — Нос
- 1934 — «Человек, который был Четвергом» — доктор Булль
- 1935 — «Ночные полёты» — Даум
- 1935 — «Небожественная комедия» — князь
- 1936 — «Рыбина» — Генрик
- 1936 — «Мизантроп» — Оронт
- 1939 — «Две дюжины алых роз» — Томмазо Савелли
- 1939 — «Рейтан» — Браницкий
- 1940 — «Клуб холостяков» — Пёрунович
- 1947 — «Оружие и человек» — капитан Блюнчли
- 1950 — «Двенадцатая ночь» — Орсино
- 1952 — «Их четверо» — Муж
- 1954 — «Окно в лесу» (режиссёр)
- 1955 — «Pogotowie serca» (режиссёр)
- 1955 — «Театр Клары Газуль» — епископ Лимы
- 1956 — «Приглашение в замок» — Патрик Бомбеллес
- 1958 — «Рассвет, день и ночь» (режиссёр)
- 1960 — «Нора» — Хельмер
- 1960 — «Дон Карлос» — Ленна
- 1961 — «Пигмалион» — полковник Пикеринг
- 1963 — «Братья Карамазовы» — Миусов
- 1968 — «Пожарный Тот» — профессор Чиприани
- 1974 — «Po tamtej stronie świec» — президент

## Фильмография
- 1937 — Пламенные сердца / Płomienne serca — Войтек Цетшева
- 1948 — Последний этап / Ostatni etap
- 1953 — Солдат Победы / Żołnierz Zwycięstwa
- 1953 — Карточный домик / Domek z kart — Фелициан-Славой Складковский
- 1958 — Вольный город / Wolne miasto — генерал, оглашающий приговор работникам гданьской почты
- 1960 — Крестоносцы / Krzyżacy — каштелян Кракова
- 1962 — Запоздалые прохожие / Spóźnieni przechodnie — Эрвин, отец Алы
- 1963 — Дневник пани Ганки / Pamiętnik pani Hanki — эпизод
- 1964 — Влюблённые среди нас / Zakochani są między nami — врач, муж Ренаты
- 1965 — Капитан Сова идёт по следу / Kapitan Sowa na tropie — профессор Сандецкий, хранитель замка в Магеруве (в серии 5, «Третья рука»)
- 1966-1968 — Ставка больше, чем жизнь / Stawka większa niż życie — генерал Пфистер
- 1968 — Когда любовь была преступлением / Kiedy miłość była zbrodnią
- 1969-1971 — Освобождение (СССР-ГДР-ПНР-СФРЮ-Италия) — Франклин Делано Рузвельт
- 1970 — Нюрнбергский эпилог / Epilog norymberski — обвиняемый
- 1973 — Большая любовь Бальзака / Un grand amour de Balzac / Wielka miłość Balzaka (ПНР-Франция) — финансист
- 1974 — Помни имя своё / Zapamiętaj imię swoje (СССР-ПНР) — директор музея в Освенциме
- 1976 — Казимир Великий / Kazimierz Wielki
- 1976 — Красные шипы / Czerwone ciernie — отец Юлии
- 1977 — Солдаты свободы (СССР-ГДР-ПНР-НРБ-СРР-ЧССР-ВНР) — Франклин Делано Рузвельт
- 1977 — Дело Горгоновой / Sprawa Gorgonowej — священник
- 1978 — Танцующий ястреб / Tańczący jastrząb — отец Веславы
- 1980 — Польское восстание. 1830—1831 / Powstanie Listopadowe. 1830—1831 — Юлиан Немцевич
- 1980 — Голоса / Głosy — декан химического факультета
- 1980 — Государственный переворот / Zamach stanu — Войцех Тромпчинский
- 1981 — Самая долгая война современной Европы / Najdłuższa wojna nowoczesnej Europy — Хаммерштейн, министр внутренних дел

## Радиопостановки
- 1949 — «Страница истории» Станислава Зембицкого
- 1951 — «Poskromiona buta» (режиссёр Кристина Зельверович) — бурмистр
- 1952 — «Дорога к чёрному лесу» Александра Малишевского (режиссёр Эрвин Аксер) — Кацпер Кохановский
- 1968 — «Джейн Эйр» Шарлотты Бронте (режиссёр Юлиуш Овидский) — Бриггс
- 1968 — «Мост» Тадеуша Риттнера (режиссёр Ирена Бырская) — хирург
- 1969 — «Конец света в восемь часов» Станислава Лема (режиссёр Юлиуш Овидский) — председатель собрания

## Награды
- 1953 — Государственная премия III степени (за роль Премьера в спектакле «Карточный домик» Марии Кошиц и Эмиля Зегадловича Современного театра Варшавы)
- 1963 — Офицерский крест ордена Возрождения Польши.